# Turismo de Experiência
Turismo de Experiência é um conceito de turismo que busca se contrapor ao chamado Turismo de Massa, valorizando experiências autênticas que fujam do tradicional binômio contemplação + descanso, seja aprendendo algo novo, vivendo algo inusitado, saboreando os prazeres da mesa ou ainda se hospedando em uma comunidade indígena.
O turista de hoje quer mais do que apenas alguns dias para descansar. Ele deseja que sua vontade e expectativa sejam atendidas, ele busca viagens que o faça passar por sensações ímpares, ele quer produtos e serviços diferenciados que lhe proporcionem uma experiência marcante, seja se hospedando em um hotel de gelo, seja provando uma comida que o leve a uma nova experiência sensorial.

## Economia da Experiência
O termo "Economia da Experiência" foi usado pela primeira vez em um artigo de 1998 de B. Joseph Pine II e James H. Gilmore, descrevendo a economia da experiência como a próxima economia seguindo a economia agrária , a economia industrial e a economia de serviços mais recente . O conceito já havia sido pesquisado por vários autores.
Pine e Gilmore argumentam que as empresas devem orquestrar eventos memoráveis para seus clientes e que a própria memória se torna o produto: a "experiência".
Embora o conceito de economia da experiência foi inicialmente focada no negócio, migrou para o turismo , arquitetura, de enfermagem, planejamento urbano e outros campos.
A Economia da Experiência também é considerada a principal base para a gestão da experiência do cliente.

## Comportamento do Viajante Atual
O que leva o mercado a se reestruturar sempre é o comportamento do cliente. No caso do turismo não é diferente. Podemos classificar o viajante atual hoje como:
•Exigente e criterioso
•Pesquisa on-line, porém nem sempre compra on-line
•Busca experiências novas
•Compartilhador (quer mostrar que viaja)
•Confia pouco na mídia tradicional e mais nas avaliações de amigos ou na internet

## Meio Ambiente
O Turismo de Experiência por si só já é amigável ao meio ambiente. Além de trabalhar com grupos muito menores, as agências de viagem e operadoras que operam neste nicho têm toda uma consciência ambiental minimizando o impacto. Este deve ser o futuro do turismo, porque todos no mundo devem ter o direito de conhecer os lugares que desejar, mas sem prejudicá-lo.
A partir daí essa consciência vai se disseminando a todas as pessoas envolvidas no processo a partir dos próprios viajantes, colaboradores e comunidades. Esse é o poder real do Turismo de Experiência e é isso que queremos promover.

## Segmentação
O Turismo de Experiência pode servir como um "guarda-chuva" para vários nichos do turismo já conhecidos, tais como Turismo de Aventura, Ecoturismo e Cicloturismo. Porém, ele é fortemente relacionado ao chamado Turismo de Base Comunitária, por conta da busca do mercado por novidades e "experiências autênticas". 

## O Mercado
A oferta turística hoje ainda é muito voltada para o turismo de massa, especialmente no Brasil. Sabemos que perfil do viajante está mudando rapidamente, principalmente com o advento das agências de viagens on-line, que permitem que o viajante feche toda a sua viagem no mundo virtual, incluindo experiências separadas do pacote passagem aérea x hotel.
Isso faz com que muitas agências de viagens fechem as portas, acostumadas com o antigo modelo de serem as únicas provedoras de viagens que existiam. As que querem investir no mercado digital geralmente não tem forças para competir com grandes agências on-line que dominam o cenário. Isso gera o consenso de que o agente de viagens é um ser em extinção. Para concorrer com isso, o agente do presente e do futuro precisará prestar um serviço de excelência com grande agilidade, e o Turismo de Experiência pode ser um grande aliado nesse processo.
A própria cadeia produtiva do turismo está se deteriorando, com a quebra de várias operadoras tradicionais no mercado. Sendo assim, o antigo modelo fornecedor –> operador –> agência –> cliente está se desestruturando e novas formas de negócios estão surgindo. Para atender o público que quer fazer viagens diferenciadas, muitas agências se especializaram em nichos como Turismo de Aventura e Turismo Gastronômico. 
Alias, os próprios hotéis e o Air BnB já vêm oferecendo experiências, dentro dos seus próprios estabelecimentos ou não. Nesse sentido, as cias. aéreas estão indo na contramão do mercado, oferecendo serviços cada vez mais padronizados e de baixo custo (commodities).
Viver Experiências e estar off-line são o novo luxo dentro do turismo.